# Kombinierter Säbel-Katar
Ein Kombinierter Säbel-Katar (englisch „combined katar and tulwar“) ist eine Kombinationswaffe, bestehend aus Dolch und Säbel aus Indien. Das Alleinstellungsmerkmal dieser Waffe ist die lösbare Verbindung, mit der zwei unterschiedliche Klingen mit einem Griffstück nutzbar sind.  

## Beschreibung der Waffe
Ein Kombinierter Säbel-Katar besteht aus zwei Klingen, die miteinander verbunden sind. Die Dolchklinge wird vom Heft zum Ort schmaler, ist zweischneidig und für den Standardtyp des Katar üblich. Die zweite Klinge ist die eines indischen Talwar. Sie wird vom Heft zum Ort schmaler, ist einseitig scharf und gebogen. Das Heft des Katar ist typisch für diese Dolchart gestaltet. Das Heft des Talwar besteht aus zwei Ringen, die auf der Rücken- und der Schneidenseite des Säbels an einer nicht geschliffenen Stelle (Fehlschärfe) angebracht sind. Die beiden Waffen sind durch eine Verschraubung miteinander verbunden und können bei Bedarf schnell getrennt werden. Die Talwarklinge kann nach der Trennung mit der Hilfe der beiden Ringe gehalten werden. Es gibt verschiedene Versionen solcher Kombinationswaffen.

## Varianten und Benennungen
Der kombinierte Säbel-Katar ist ein Stellvertreter der langen Katarvarianten, der durch seine Bauart sowohl den Dolchen als auch den Säbeln zugeordnet wird. Bei gebogenen Klingen fallen sie in die Gruppe der Säbel, bei geraden Klingen eher in die Gruppe der schwertartigen- oder degenartigen Blankwaffen.  Ein mit dem kombinierten Säbel-Katar verwandter Stellvertreter ist das Pata, mit gerader Klinge, dessen Griffstück mit Armschutz konstruktive Ähnlichkeiten mit dem Kaputzenkatar aufweist. Neben der einfachen Grundform des Katars wurden etliche Varianten entwickelt. Tamilische Worte wie kaṭṭāri (கட்டாரி) oder kuttuvāḷ (குத்துவாள்) bedeuten in etwa Stoßklinge und werden als Ursprung des Namens Kattar angenommen. Die Benennungen gehen teilweise auf sanskritbasierte Namen zurück, die bei der Erfassung von Museumsbeständen in jeweilige Landessprachen übersetzt wurden. Im englischsprachigen Raum sind beschreibende Benennungen üblich, auf deren Basis in andere Landessprachen übersetzt wurde. Eine Übersicht bekannter Varianten findet sich in der Liste von Typen des Katar.